# Bandeira de Naviraí
A Bandeira de Naviraí é um dos três símbolos oficiais do município de Naviraí juntamente com o brasão e o hino. Foi criado através da lei número 38/70 de 3 de outubro de 1970.

## Características
A bandeira que representa a cidade de Naviraí trata-se do brasão da cidade inserido em um losango branco que, por sua vez, encontra-se sobre a intersecção de duas listras perpendiculares nas cores branco e vermelho sobre um fundo retangular verde.